# Tuber maxillae

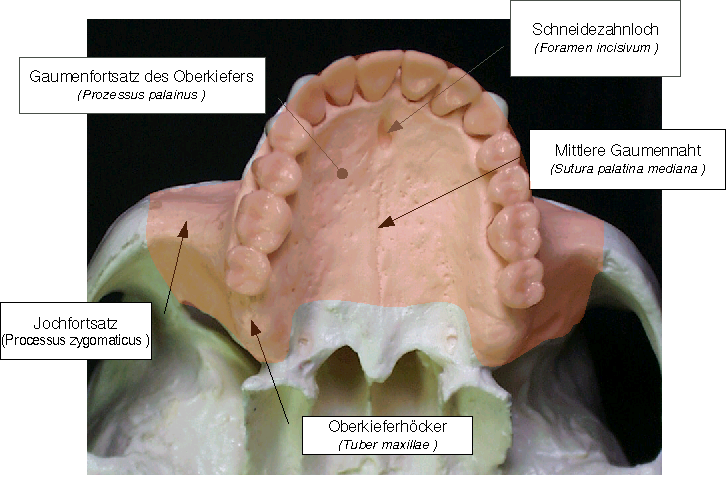
Maxilla kranial

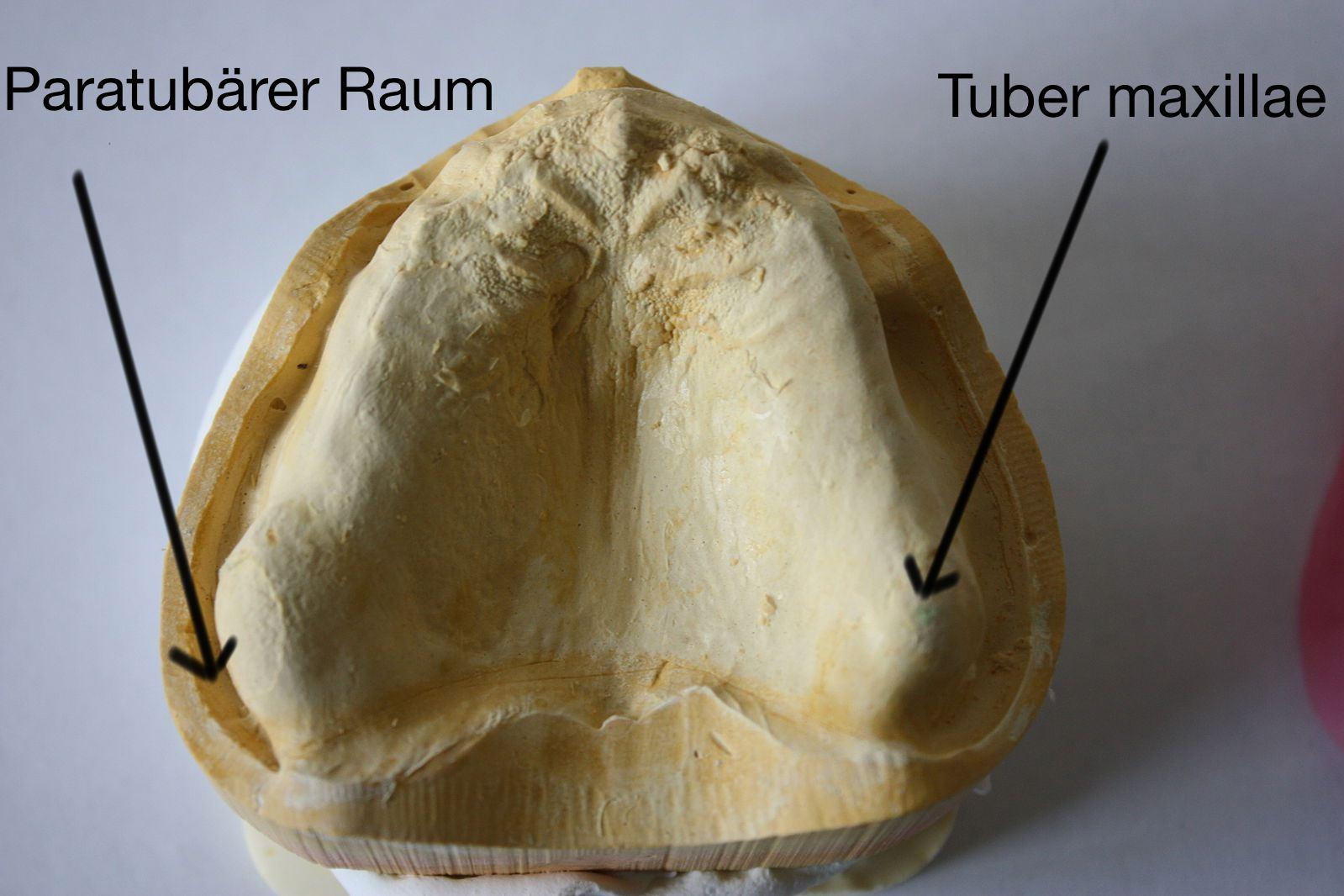
Gipsmodell des zahnlosen Oberkiefers; Tuber maxillae; Paratubärer Raum

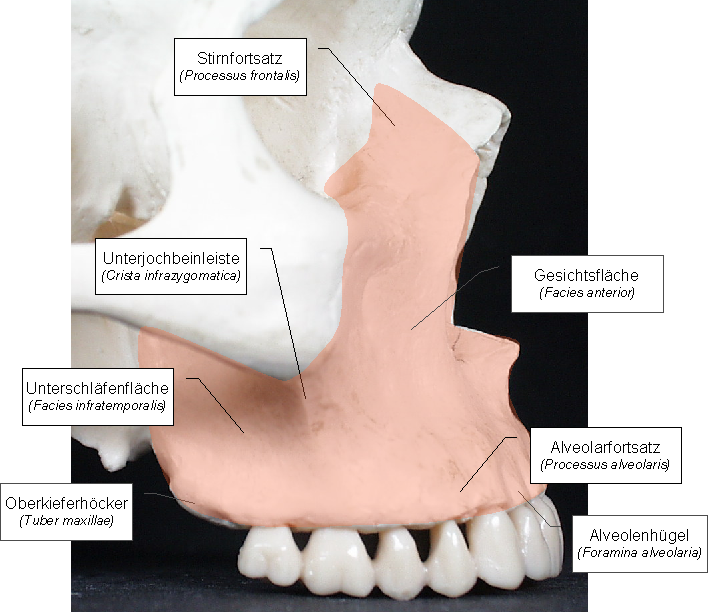
Maxilla von lateral

Das Tuber maxillae (lateinisch tuber „Höcker“, maxilla „Oberkiefer“; Synonym: Eminentia maxillae) ist eine knöcherne Erhebung des Oberkiefers hinter dem letzten Molaren. Es ist die dorsale (hintere) Wand der Kieferhöhle (Sinus maxillaris), in der sich die Foramina alveolaria corporis maxillae befinden. Durch die kleinen Öffnungen der Canales alveolares ziehen Äste des Nervus maxillaris, die Rami alveolares superiores posteriores zu den Molaren des Oberkiefers. Das Tuber maxillae ist links und rechts jeweils das dorsale Ende des Kieferkamms. Dorsal des Tuber maxillae beginnt die Plica pterygomandibularis. Der Tuber maxillae bildet die vordere Begrenzung der Fissura pterygomaxillaris.

## Funktion bei Zahnersatz
Das Tuber maxillae übt bei der Anfertigung einer Totalprothese im Oberkiefer eine wichtige Funktion aus. Ist der Tuber ausgeprägt, dann kann die Prothese den Tuber im paratubären Raum umfassen, was den Halt einer Prothese beim Abbeißen erheblich verbessert.
Der Abbau des Kieferknochens fällt im Bereich des Tuber maxillae geringer aus, sodass dieser Bereich sich auch beim stark abgebauten Kieferknochen zur Verankerung eines Implantats eignen kann.

## Komplikation bei der Zahnentfernung
Bei einer Ankylose des Zahnes mit dem umgebenden Knochen, beim Mitfassen des Knochens bei der Zangenextraktion, bei zu hohem Krafteinsatz oder dünnen Alveolenwänden kann es bei einer Extraktion des Weisheitszahns zu einer Fraktur des Tuber maxillae kommen. Es erfolgt eine Reposition und Fixierung des Fragmentes, um den Tuber zu erhalten. Nach Einheilung des Knochenfragments kann der Zahn operativ unter Schonung des Tubers entfernt werden.